# Liriomyza soror
Liriomyza soror är en tvåvingeart som beskrevs av Friedrich Georg Hendel 1931. Liriomyza soror ingår i släktet Liriomyza och familjen minerarflugor. Inga underarter finns listade i Catalogue of Life.